# 흥세 전투
흥세산 전투는 244년 중국 삼국 시대 (중국) 동안 위나라와 촉나라 사이에 벌어진 전투이다. 전투 장소는 오늘날의 산시성 (섬서성) 양현 (한중시) 이북에 위치한 흥세산(興勢山)으로, 현재 창칭 자연보호구역의 일부이다. 이 전투는 위나라의 섭정 조상이 위나라의 경쟁국인 촉나라를 정복하려는 시도였다. 이 시도는 완전한 실패로 끝났다.

## 배경
위나라 조정에서 강한 반대에 직면했음에도 불구하고, 조상은 특히 촉나라의 지휘관 장완이 243년 10월에 그의 주력을 한중시에서 부현(涪縣)으로 철수시켰을 때 이 전역이 실현 가능하다고 믿었다. 조상과 그의 측근들은 수적으로 우월하면 촉나라 지원군이 도착하기 전에 한중을 쉽게 정복할 수 있다고 결론 내렸다. 촉나라를 제거하지 못하더라도 한중의 함락만으로도 위나라 조정에서 조상의 명성과 영향력을 높이기에 충분할 것이었다.
한중 공방전 이후 위연은 한중태수(漢中太守)로 임명되었다. 재임 기간 동안 그는 한중으로 가는 도로의 전략적 위치에 여러 요새화된 전초기지를 건설하고 정예 병사들을 주둔시켰다. 이 전초기지들은 흥세산 전투 당시에도 여전히 활동 중이었다. 왕평은 이러한 이전의 준비들을 활용하여 조상의 군대에 대한 승리를 달성했다.

## 지리
한중시에서 관중 (지명)으로 가는 세 가지 전통적인 통로는 모두 친링 산맥의 계곡이었다. 동쪽의 자오곡(子午谷)은 총 330km 이상으로 가장 길며, 북쪽 끝은 장안 남쪽에 위치했다. 계곡의 남쪽 절반은 자곡(子谷)이라 불렸고, 북쪽 절반은 오곡(午谷)이라 불렸다. 험준한 지형은 매복에 완벽한 여러 지점을 제공했으며, 매복을 설치한 쪽은 계곡을 통과하는 상대방을 쉽게 그리고 완전히 전멸시킬 수 있었으므로, 이 가장 긴 경로는 가장 위험하기도 했다. 그러나 촉나라가 공세였다면 이 경로를 통해 쉽게 장안을 위협할 수 있었고, 이것이 위연이 1차 북벌 전에 제갈량에게 제안했던 정확한 내용이었다. 서쪽에 위치한 235km 길이의 포사도(褒斜道)는 세 가지 전통적인 통로 중 도로 상태가 가장 좋았으며, 북쪽 절반은 사곡(斜谷)이라 불렸고 남쪽 절반은 포곡(褒谷)이라 불렸다. 포사도의 남쪽 끝은 한중에서 북쪽으로 약 25km 떨어진 곳에 위치했으며, 북쪽 끝은 현재의 메이현 남쪽으로 15km 떨어진 곳에 위치했다. 포사도의 중앙에는 기곡(箕谷)이라는 또 다른 계곡이 서쪽으로 갈라져 나와 북쪽으로 방향을 틀어 결국 진창 근처에서 끝났는데, 진창은 촉나라가 공세였을 경우 위협받을 전략적 요충지였다. 위나라가 공세였고 주도권을 잡았을 경우, 좋은 도로 상태는 촉나라가 방어 병력을 더 빨리 배치하고 위나라 군대가 계곡을 벗어나기 전에 공격을 막을 수 있음을 의미했다.
중앙의 210km 길이의 당락도(儻駱道)는 세 길 중 가장 짧았으며, 그 이름은 끝부분의 지리적 위치에서 유래했다. 남쪽 끝은 현재의 산시성 (섬서성) 양현 (한중시)의 당수이강(儻水河) 옆에 위치했으며, 북쪽 끝은 현재의 저우즈현 서쪽의 낙골(駱峪)에 위치했다. 따라서 남쪽 절반은 당곡(儻谷)이라 불렸고 북쪽 절반은 낙곡(駱谷)이라 불렸다. 조상은 이 중앙 경로를 통해 촉나라를 공격하기로 선택했는데, 이는 심각한 전략적 실책으로 판명되었다. 가장 짧았음에도 불구하고 이 길은 세 길 중 도로 상태가 가장 나빴다. 더 중요한 것은, 세 길 중 수원지가 없는 가장 긴 구간도 있었다. 그 결과, 물류 문제가 침략군을 마비시켰고, 위나라 군대의 운반 동물 대부분이 계곡을 벗어나기도 전에 갈증으로 죽었다. 조상은 수만 명의 징집병을 짐꾼으로 동원하여 보급품을 운반하게 했고, 그들 중 많은 이들이 운반 동물과 같은 운명을 맞았다. 그 결과 사기는 급락했고, 조상에 대한 원한은 그가 지휘하는 병사들뿐만 아니라 위나라 본국에서도 급격히 증가했다.

## 전투
244년 4월, 조상은 하후현을 정서장군으로 승진시키고, 용주자사 곽회를 선봉대장으로 임명했다. 함께 그들은 당락도를 통해 한중으로 진군하기 시작했다. 조상의 측근인 등양과 이승은 그의 참모로 침략에 참여했다. 위나라 침략군의 주된 목표는 양평관(陽平關; 현재의 몐현 무후진(武侯鎮) 서쪽에 위치)이었다.
촉나라의 진북대장군 왕평이 한중 방어를 책임지고 있었으나, 그의 병력은 총 3만 명 미만이었다. 절대적인 수적 열세에 직면하여, 일부 촉나라 지휘관들은 한성(漢城; 현재의 몐현 동쪽)과 낙성(樂城; 현재의 청구현 동쪽)을 방어하는 데 집중하자고 제안했다. 왕평은 지원군이 너무 멀리 떨어져 있고, 적이 양평관을 무저항으로 통과하도록 허용한다면 촉나라에 재앙이 될 것이라며 그 제안을 거부했다. 따라서 적군은 험준한 지형을 이용하여서만 막을 수 있었다. 왕평은 호군장군 유민에게 흥세산(興勢山)에 진지를 구축하고, 촉나라 방어 병력이 실제보다 더 많은 것처럼 보이도록 백 리에 걸쳐 깃발을 배열하라고 명령했다. 왕평은 그 후 유민 뒤에서 직접 군대를 이끌고 황금곡(黃金谷; 흥세산 동쪽에 위치)에서 위나라 군대의 별동대 공격을 막았다. 왕평이 정확하게 예측했듯이, 244년 5월까지 적의 진격은 흥세산에서 성공적으로 저지되었다. 보급선이 지나치게 길어져 보급품이 고갈되었고, 거의 모든 수송 동물들이 죽었다. 촉나라의 대장군 비의는 청두시에서 한중으로 증원군과 함께 향하고 있었다. 촉한의 역공이 과도하게 늘어진 위나라 침략군에 대해 곧 개시될 예정이었다.
조상의 참모 양위는 위험을 깨닫고 조상에게 즉시 전역을 포기하고 퇴각할 것을 간청했지만, 등양은 군사 지식이 부족함에도 불구하고 양위와 논쟁하며 반대했다. 양위는 누구도 설득할 수 없었고, 등양과 이승이 수십만 명의 목숨과 국가의 운명을 무시하고 있으며, 그들은 처형되어야 한다고 격렬하게 주장했다. 두 사람은 조상 앞에서 다투었고, 조상은 그러한 상황에 불쾌해했다. 처음부터 이 전역에 반대했던 태부 사마의는 더 이상 위험한 상황을 무시할 수 없어 하후현에게 임박한 재앙을 알리는 편지를 보냈고, 몇 년 전 조조가 한중을 놓고 유비와 싸우다 거의 전멸할 뻔했던 것을 자신이 직접 알고 있다고 경고했다. 촉나라 군대는 흥세산을 확고히 통제하여 위나라 군대가 전진하는 것을 막았고, 만약 또 다른 촉나라 군대가 위나라의 퇴각로를 차단하면 조상과 하후현은 그들의 결정을 후회할 틈도 없이 죽을 것이라고 경고했다. 하후현은 사마의의 편지를 읽고 나서야 그들이 처한 위험한 상황을 마침내 깨달았고, 마침내 조상을 설득하여 퇴각 명령을 내리게 했지만, 조상은 마지못해 그렇게 했다. 곽회는 이때 선봉대장이었는데, 그들의 상황의 위험성을 깨닫고 선제적으로 병력을 철수시켰다. 따라서 곽회의 병력은 심각한 손실을 입지 않았고, 이로 인해 그는 군대가 복귀한 후 위나라 정부로부터 임시적인 황제 대행 권한을 부여받았다.
그러나 비의는 조상이 그렇게 쉽게 퇴각하도록 내버려두지 않았고, 그의 군대를 이끌고 위나라 군대의 측면을 공격하여 퇴각을 막았다. 촉나라 군대는 위나라 군대보다 지리적 이점을 절대적으로 누릴 수 있는 곳, 즉 낙곡의 세 능선인 심령(沈嶺), 아령(衙嶺), 분수령(分水嶺)에 방어 진지를 구축했다. 조상의 군대는 필사적으로 싸웠다. 결국 조상과 그의 장수들은 간신히 관중으로 탈출할 수 있었다. 조상이 수송을 위해 징발했던 거의 모든 소와 말은 죽거나 길을 잃었다. 이로 인해 북방의 민족 부족들은 그에게 크게 반감을 가졌고, 관중 지역은 황폐해졌다. 이 실패 이후 사람들은 조상과 하후현을 비웃었다.

## 여파
이 승리로 비의는 "성향후"(成鄉侯)라는 칭호를 받았고, 244년 9월 수도 청두시로 돌아올 때까지 한중에 머물렀다. 대조적으로 조상의 위신과 인기는 급격히 떨어졌고, 이는 사마의와의 권력 다툼에서 그의 최종 몰락으로 이어지는 데 일조했다. 이 패배 이후 위나라는 촉나라 정복을 다시 시도하기까지 20년을 기다려야 했다.

## 분석
흥세산 전투는 삼국 시대 (중국)에서 가장 중요하면서도 가장 저평가된 전투 중 하나였다. 제갈량이나 강유와 같은 당시의 주요 인물들의 참여 부족으로 인해 많은 작가들이 이 시기에 발생한 다른 전투들에 비해 이 전투를 훨씬 덜 강조하거나 심지어 무시하게 만들었다. 이 전투는 촉한이 여전히 우수한 군사 지휘관들의 덕을 보았음을 보여주었다.
문학에서는 비교적 주목받지 못했지만, 후대의 군사학자들은 이 전투에 높은 평가를 주었다. 예를 들어, 명나라의 군사 전략가 유기는 그의 저서 『백전기략』(百戰奇略)에서 이 전투를 "퇴각전"(退戰)의 고전적인 예로 분류했다. 이는 적이 절대적인 지리적 우위를 점하고 있고 이미 전투를 계속하기 어려울 때, 신속한 퇴각이 유일하게 실행 가능한 선택지임을 의미했다.

## 내용주
1. ↑  정시 4년 3월에 전역이 시작되었다. 이 달은 그레고리력으로 244년 3월 26일에서 4월 24일까지 해당한다.[1]
2. ↑  정시 4년 5월에 군대가 후퇴했다. 이 달은 그레고리력으로 244년 6월 23일에서 7월 21일까지 해당한다.[1]